# Herminiocala daona
Herminiocala daona är en fjärilsart som beskrevs av Druce 1894. Herminiocala daona ingår i släktet Herminiocala och familjen nattflyn. Inga underarter finns listade i Catalogue of Life.